# Chlebów (Lubusz)
Pour les articles homonymes, voir Chlebów.
Chlebów (prononciation : [ˈxlɛbuf]) est un village polonais de la gmina de Maszewo dans le powiat de Krosno Odrzańskie de la voïvodie de Lubusz dans l'ouest de la Pologne.
Il se situe à environ 8 kilomètres au nord de Maszewo (siège de la gmina), 20 kilomètres au nord-ouest de Krosno Odrzańskie (siège du powiat), 49 kilomètres au nord-ouest de Zielona Góra (siège de la diétine régionale) et 72 kilomètres au sud de Gorzów Wielkopolski (capitale de la voïvodie).
Le village comptait approximativement une population de 48 habitants en 2008.

## Histoire
Avant 1945, ce village était sur le territoire de l'Empire allemand dans le Royaume de Prusse dans la province de Brandebourg sous le nom de Klebow. (voir Évolution territoriale de la Pologne)
De 1975 à 1998, le village appartenait administrativement à la voïvodie de Zielona Góra.

Depuis 1999, il appartient administrativement à la voïvodie de Lubusz